# Conistra unicolor
Conistra unicolor là một loài bướm đêm trong họ Noctuidae.